# Amos Lee
Amos Lee (* 22. Juni 1977 in Philadelphia) ist ein US-amerikanischer Singer-Songwriter und Gitarrist.

## Leben
Seine Musik kann man beschreiben als einen Mix aus Folk, Soul und Jazz. Seine künstlerische Entwicklung wurde stark von Norah Jones beeinflusst. So trat er als Vorgruppe in ihren Konzerten auf, wurde von ihr bei einigen seiner Songaufnahmen musikalisch begleitet und steht beim gleichen Plattenlabel Blue Note Records unter Vertrag. Aber auch mit anderen bekannten Künstlern wie zum Beispiel Bob Dylan, Elvis Costello, Paul Simon, Merle Haggard und Adele ging Amos Lee auf Tour. Dabei unterstützten ihn der Schlagzeuger Fred Berman sowie der Bassist Jaron Olevsky. Zunehmend in das Licht der Öffentlichkeit trat er außerdem durch Auftritte bei verschiedenen TV-Shows (z. B. Jay Leno) und das Anspielen seiner Songs in bekannten US-amerikanischen Fernsehserien wie Brothers & Sisters, Grey’s Anatomy und Dr. House.

## Diskografie
- 2005: Amos Lee
- 2006: Supply and Demand
- 2008: Last Days at the Lodge
- 2011: Mission Bell
- 2012: As the Crow Flies
- 2013: Amos Lee: Live from the Artists Den
- 2013: Mountains of Sorrow, Rivers of Song
- 2015: Live at Red Rocks (Amos Lee with the Colorado Symphony)
- 2016: Spirit
- 2018: My New Moon
- 2024: Transmissions